# Szostek

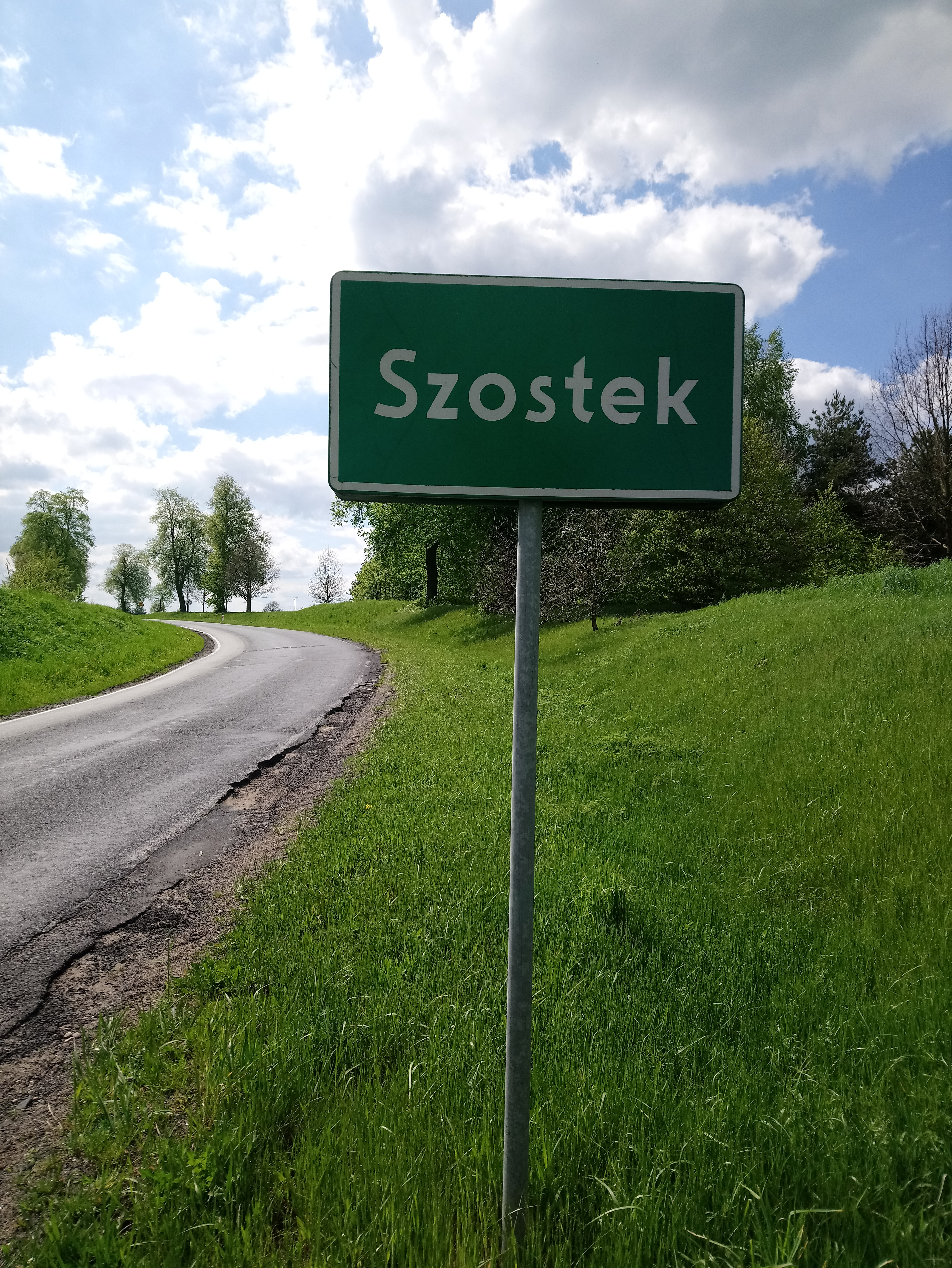
Szostek, Ortstafel (2021)

Szostek [ˈʂɔstɛk] ist ein Dorf in der Gmina Wodynie,
im Powiat Siedlecki, Woiwodschaft Masowien im Osten von Polen.
Es liegt ca. 6 km nordöstlich von Wodynie, 19 km südwestlich von Siedlce, und 73 km östlich von Warschau.